# François-Jules de Saxe-Lauenbourg
Le duc François-Jules de Saxe-Lauenbourg (13 septembre 1584 à Ratzebourg – 8 octobre 1634 à Vienne) est un prince de Saxe-Lauenbourg.

## Biographie
Jules François est le fils aîné de François II de Saxe-Lauenbourg de son second mariage avec Marie de Brunswick-Lunebourg, la fille de Jules de Brunswick-Wolfenbüttel. Son éducation et sa formation, à l'instar de ses frères et sœurs, a un caractère fragmentaire et superficiel. Son demi-frère aîné, Auguste succède à son père en 1619, en tant que duc de Saxe-Lauenbourg. Le 4 octobre 1619, il signe un contrat avec son frère, qu'il reconnait comme duc en échange d'un manoir comme résidence et d'une rente annuelle de 2 500 thalers.
Jules François sert comme chambellan à la cour impériale de Vienne, et est chargé de plusieurs missions diplomatiques par l'Empereur Ferdinand II.
Lorsque son frère Auguste occupe Amt Neuhaus, qui est le douaire de la mère François-Jules, il s'y oppose avec véhémence. Le différend dure jusqu'à la mort de François Jules. Il lance également, au nom de sa famille, un procès devant le Conseil aulique à l'encontre de la ville de Hambourg, sur la propriété du district et du château de Ritzebüttel (aujourd'hui Cuxhaven).
François Jules est mort en 1634 à Vienne. Il est probable qu'il mourut de la peste. Comme il est mort sans héritier, son manoir est revenu à Auguste.

## Mariage et descendance
Le 14 mai 1620, François Jules épouse Agnès (1592-1629), fille de Frédéric Ier, duc de Wurtemberg. Ils ont sept enfants, qui sont tous morts jeunes:
- Marie Franciska (1621-1621)
- Marie Sibylle (1622-1623)
- Frédéric François (1623-1625)
- Jules François (1624-1625)
- Johanna Julienne (1626-1626)
- François Ferdinand (1628-1629)
- François Louis (1629-1629)